# Bańka internetowa
Bańka internetowa lub bańka dotcomów (ang. dot-com boom, dot-com bubble, IT bubble) – okres euforii na giełdach całego świata,  w latach 1995-2001  związany ze spółkami z branży informatycznej i z pokrewnych sektorów. Jego cechą charakterystyczną było przecenianie przedsiębiorstw, które prowadziły działalność w Internecie, bądź zamierzały ją rozpocząć.

## Początki
Z powodu mody na spółki internetowe kursy akcji wielu dot-comów poszybowały w górę mimo tego, że wiele z nich nigdy nie zdołało osiągnąć poważniejszych dochodów z racji swojej obecności w sieci. Do powstania „bańki internetowej” w dużym stopniu przyczyniły się duże inwestycje funduszy venture capital, które oferowały swój kapitał przedsiębiorcom, często bez poważniejszego doświadczenia, dysponującym jedynie „pomysłem na biznes w sieci”. Za początek gwałtownego rozwoju dotcomów uznaje się rok 1995, kiedy to powstała pierwsza wersja przeglądarki internetowej Netscape, dającej o wiele większe możliwości przeglądania zawartości Internetu. Inne przełomowe wydarzenia z tego okresu to m.in. wydanie nowego systemu operacyjnego Windows 95, czy opracowanie języka programowania Java. W 1995 liczba użytkowników Internetu wynosiła 18 milionów, jednakże od tego momentu zaczęła gwałtownie rosnąć, co sprawiało, że sieć, stając się przedsięwzięciem cywilnym, a nie militarnym czy akademickim (czym była wcześniej), została perspektywicznym miejscem do robienia interesów finansowych.

## Przyczyny boomu
Niskie stopy procentowe z lat 1998-1999 (Stany Zjednoczone) sprawiły, że inwestorzy zaczęli poszukiwać nowych okazji dla pomnożenia swojego kapitału. Stosunkowa nowość technologii internetowych pomagała przedsiębiorcom w łatwy sposób zdobywać środki na „obiecujące” pomysły, nawet bez posiadania realistycznego biznesplanu. Nierzadko środki przekazywane przez fundusze venture capital były marnotrawione i nie przynosiły wymiernych rezultatów.
Patrząc z perspektywy historycznej, „boom dot-comów” wykazuje duże podobieństwa do innych technologicznych przełomów, takich jak chociażby upowszechnienie kolei (lata 40. XIX w.), wprowadzenie radia (lata 20. XX wieku) czy opracowanie konstrukcji komputerów osobistych (lata 80. XX wieku). W każdym z tych momentów na giełdach można było zaobserwować wzmożenie zainteresowania akcjami spółek, których działalność była związana z daną nowinką techniczną.
Kolejną przyczyną była tzw. pluskwa milenijna, która miała wywołać katastrofę z nastaniem 1 stycznia 2000 roku, a to z uwagi na sposób zapisywania daty w systemach i programach komputerowych. W istocie był to tylko pretekst dla producentów komputerów i oprogramowania, aby zmusić użytkowników do wymiany sprzętu i oprogramowania . W rezultacie wzrósł popyt na nowe komputery i programy komputerowe, co zaowocowało wzrostem cen akcji takich spółek, jak np. Microsoft, IBM, Cisco Systems.

## Przykład
Za przykład niech posłużą akcje Yahoo! Inc., które 3 stycznia 2001 roku były wyceniane na 118,75 USD za sztukę, natomiast podczas oferty publicznej tzw. IPO cena ta wynosiła 13 USD. Po załamaniu rynku 26 sierpnia 2001 za jeden walor płacono zaledwie 4,05 USD.

## Załamanie rynku

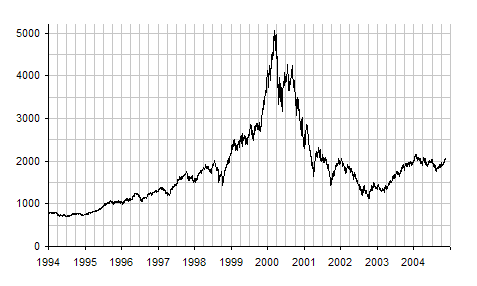
Wykres indeksu giełdowego NASDAQ Composite w latach 1994-2005 ze szczytem na początku 2000 r. Bańka internetowa osiągnęła swój szczyt 10 marca 2000 roku, kiedy to indeks giełdowy NASDAQ Composite osiągnął rekordowy poziom 5132,52 i zamknął się tego dnia na poziomie 5048,62 punktów, notując najwyższą wartość od początku swojego istnienia, sygnalizując szczytowy punkt fascynacji akcjami spółek internetowych.

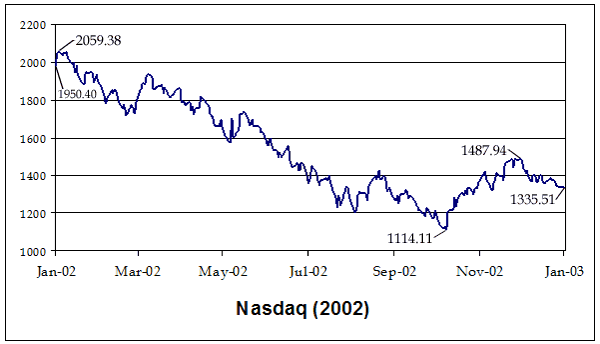
Indeks Nasdaq Composite 9 października 2002 roku osiągnął swoje minimum na poziomie 1114,11 punktów.

Na początku 2000 r. część inwestorów straciła nadzieję na opłacalność przedsięwzięć internetowych. Zachwyt nad „nową gospodarką” ulotnił się. Amerykański indeks giełdowy NASDAQ Composite w ciągu zaledwie kilku miesięcy spadł z poziomu 5 tys. punktów do 2 tys. Wiele spółek przestało istnieć w obrocie giełdowym po tym, jak ich kursy zeszły z niebotycznych poziomów (np. akcje spółki Microstrategy potaniały z 3,5 tys. $ do zaledwie 4 $). Na wielu giełdach zapanowała panika, która pogłębiła straty. Oprócz tego na światło dzienne wyszło wiele skandali księgowych związanych ze sztucznym zawyżaniem przez dotcomy swoich dochodów i wykazywaniem wirtualnych zysków. Wszystko to zaowocowało utratą wielu miejsc pracy i nieraz oszczędności całego życia.
Najczęściej za kryzys w 2001 r. obwinia się inwestorów, którzy zbyt szybko chcieli, aby spółki, w które inwestowali, osiągnęły sukces na miarę Microsoftu. Ogromne kapitały, które zostały wpompowane w nowe pomysły, mogły rzeczywiście przynieść biznesowy sukces, ale nie w krótkiej perspektywie czasu, tak jak tego oczekiwała większość. Bezpośrednią przyczyną upadku dotcomów był brak przełożenia inwestycji na odpowiadający mu wzrost wydatków konsumenckich. Przedsiębiorstwa te często preferowały strategię „wzrost ponad zysk”, a więc duży nacisk kładły na szybki rozwój, bez zbytniego zastanawiania się nad istnieniem potencjalnej bazy klientów. Zdarzały się też sytuacje, w których powierzone przez inwestorów pieniądze były „przejadane” (np. na świadczenia socjalne dla pracowników), a nie inwestowane. Poskutkowało to skierowaniem oskarżeń o niegospodarność przeciwko niektórym prezesom dotcomów. Niektórym firmom (takim jak np. eBay, Google czy Amazon) udało się przetrwać trudny okres i rozwinąć się w późniejszych latach.

## Bańka internetowa w Polsce

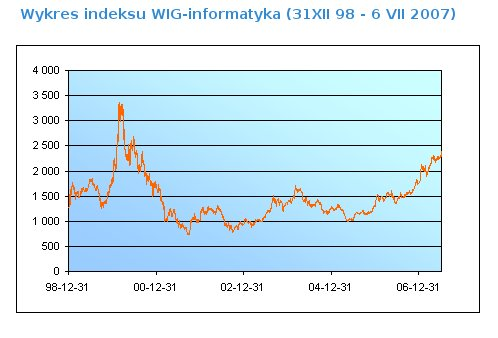
Wykres indeksu giełdowego WIG-informatyka ze szczytem przypadającym na lata 1999-2000.

Na polskiej Giełdzie Papierów Wartościowych w połowie lat 90. XX wieku poza Optimusem, który stworzył portal internetowy Onet, nie było spółek działających w branży internetowej. Polskie spółki z sektora tzw. „starej gospodarki” w chwili zaistnienia na świecie „bańki internetowej” postanowiły przejmować zarówno przedsiębiorstwa komputerowe, handlujące sprzętem, jak i wytwarzające oprogramowanie. Działania te zyskały przychylność inwestorów, którzy kupowali akcje spółek, które nawet tylko zadeklarowały chęć pojawienia się w Internecie. Spekulacyjna euforia zaczęła nakręcać hossę.
Na początku lutego 2000 r. „gorączka” zakupów spółek internetowych spowodowała, że indeks WIG osiągnął poziom 21 224 pkt i o ponad 2 proc. przekroczył szczyt z marca 1994 r. Hossa internetowa nie trwała jednak długo. Bańka spekulacyjna najpierw pękła w USA, potem wyprzedaż objęła pozostałe rynki. Na GPW w kwietniu 2000 r. załamała się wiara inwestorów w hossę napędzaną przez spółki internetowe. W kolejnych miesiącach spółki z sektora „nowej gospodarki” jeszcze parokrotnie znajdowały pokup u inwestorów, jednak ostatecznie GPW podążyła za trendem pozostałych rynków giełdowych.